# 非洲袖章
非洲袖带（德語：Ärmelband Afrika）是一项第二次世界大战期间納粹德國頒發的奖励，主要奖给曾在1941至43年间北非戰場作戰的德意志國防軍人员。1943年1月15日，阿道夫·希特勒正式設立带有战役纪念性质的非洲袖带。非洲袖带的颁发标准被定为至少在北非战场服役6个月，若因表现勇敢或在作战中负伤或阵亡，那么服役时间不足6个月者也有资格获颁非洲袖带，战死者则会被追授非洲袖带。因染病而不得不撤离非洲战区者若要获得非洲袖带，则必须满足在染病前已服役满3个月这一条件。1943年5月6日过后，获颁所需之服役时间由6个月缩短至4个月。